# Iglesia de Santa Ana (Lecce)
La iglesia de Sant'Anna, junto con el Conservatorio adyacente del mismo nombre, es una construcción barroca en el centro histórico de Lecce construida en 1680 por encargo de Teresa Paladini, a petición testamentaria de su marido Bernardino Verardi.
Presenta una estructura arquitectónica simple, lineal, clásica y propone el mismo diseño compositivo que la fachada principal del Duomo, lo que sugiere su atribución al mismo autor, Giuseppe Zimbalo.
La iglesia está confiada al cuidado del ICRSS, que celebra la Misa según el misal de 1962.

## Descripción

### Fachada
La fachada, dividida en dos órdenes, está coronada por un tímpano y rematada por una cubierta a dos aguas. El primer orden tiene dos pilastras a cada lado que enmarcan dos nichos que albergan las estatuas de piedra de Lecce de San Pedro y San Pablo. En el segundo nivel, encima del marco dentado, se encuentra la estatua de medio busto de Santa Ana, flanqueada por dos ángeles. También aquí se propone la tripartición con pilastras de orden inferior y las dos hornacinas albergan las estatuas de San Andrés y San Juan Evangelista. En correspondencia con el portal de entrada, enmarcado por un arquitrabe con friso, se sitúa un gran ventanal.

### Interno

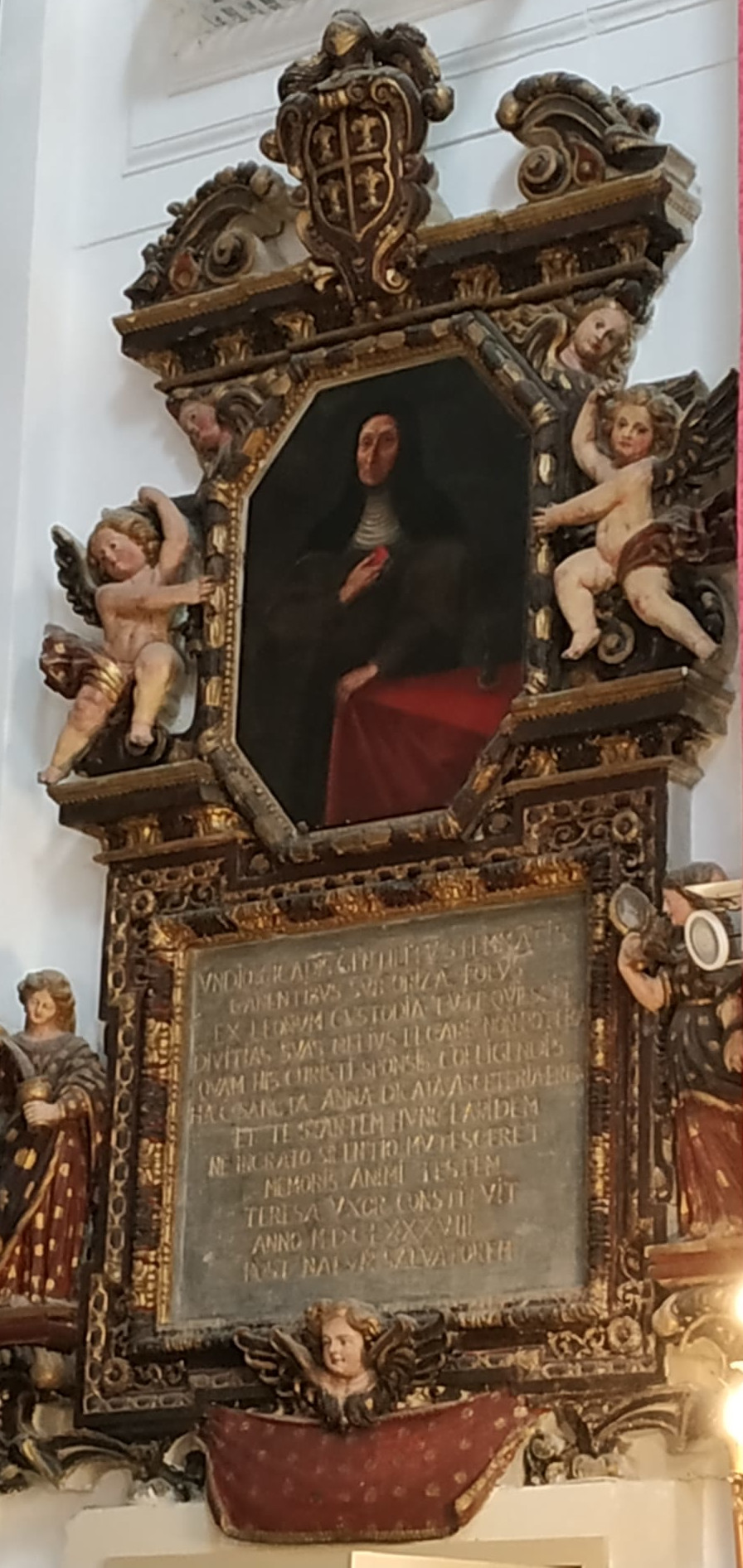
Monumento sepulcral de Teresa Paladini.

El interior, de una sola nave, cuenta con cuatro capillas, cuyos altares están rematados por valiosas pinturas del siglo XVIII. Los altares de la derecha están dedicados a Santa Bárbara y la Visitación de la Santísima Virgen, los de la izquierda en cambio a San Francesco da Paola y la Natividad del Señor. De gran importancia artística es el techo de madera decorado con motivos geométricos y enmarcado en los laterales por los escudos de las familias nobles de las niñas que residían en el Conservatorio contiguo. El altar mayor alberga un lienzo que representa a Santa Ana entre Sante y el Redentor, obra del pintor Giovanni Stano. A los lados del altar se encuentran los monumentos sepulcrales de los dos fundadores del complejo: Bernardino Verardi y Teresa Paladini.

## Conservatorio
El edificio del Conservatorio está situado a la derecha de la iglesia de Sant'Anna, cuya fachada, dispuesta en dos cortos tramos de escaleras, está bastante alejada de la carretera y de la propia iglesia. En 1764 fue renovado por Emanuele Manieri quien con sabiduría escenográfica lo convirtió casi en una continuación del adyacente Palazzo De Simone .El Conservatorio fue construido para que las mujeres de la aristocracia de Salento, las únicas con libre acceso, pudieran encontrar asilo allí.